# Иля Прокопов
Иля Симеонов Прокопов е български историк, археолог и нумизмат. Работи в областта на историята на стария свят и на Югоизточна Европа през древността. Основно се занимава с проучването на древните монети и монетната циркулация на днешните български земи през Античността и тракийско време.

## Биография
Роден е на 17 януари 1952 г. в село Милковица, Никополско. Завършва гимназия в Плевен и „История“ в Софийския университет през 1977 г. Първоначално е учител по история в Априлци, край Троян.
От 1979 г. работи като уредник в Регионалния исторически музей в Кюстендил, негов директор е от 1988 г. до август 1998 г.
През юли 1998 г. с конкурс е избран за директор на Националния исторически музей в София. През краткия му мандат в НИМ – до 6 февруари 2001, се създават подходящи условия и за пръв път в Европа един национален музей успешно се премества изцяло в нова сграда. Новата експозиция на музея в Бояна е тържествено открита в Бояна от министър-председателя Иван Костов на 29 юни 2000 г.
Защитава към АИМ при БАН докторат по история през 1987 г., става старши научен сътрудник II ст. (1998). Съорганизатор на изложбите на тракийското изкуство в Япония (1994), в САЩ (1998-1999) и в Хелзинки (2000). Основател и пръв председател на Българската музейна камара (1994-1999, 2004-).
Лицензиран експерт-оценител към Агенцията за приватизация и Асоциацията на бизнес-оценителите от 1998 г.
От 2005 г. преподава като хоноруван доцент в Югозападния университет „Неофит Рилски“ в Благоевград. На 26 юни 2014 г. в Благоевград защитава дисертация за научната степен доктор на историческите науки на тема „Приложна история: експертиза на исторически и археологически ценности в Република България“.
Автор е на над 160 статии, двадесетина книги и студии върху историята, нумизматиката и икономиката на древна Тракия и Македония, както и на стотици оценки и експертизи на културни, археологически и нумизматични ценности.
Редовен участник в Световните конгреси по нумизматика от 1986 г. насам.

## Избрана библиография
- Нумизматична колекция на Историческия музей – Смолян, V в. пр. Хр. – VI в сл. Хр, София 1991.
- Notes about the Character of Some Large-Scale Coinages in Thrace during 2nd – 1st centuries BC. – Proceedings of the XIth International Numismatic Congress, Vol. I, Louvain-la-Neuve 1993, 173-185.
- Тетрадрахмите на Първа Македонска област, София 1994.
- Modern Forgeries of Greek and Roman Coins, (заедно с D. Y. Dimitrov и B. Kolev), Sofia 1997.
- Problems of the Coin Circulation in Thrace, 2nd-1st centuries BC – Studia Numismatica 2-4, София 1997, 5-19.
- The Numismatic Riches of Archeological Museum at Plovdiv, (заедно с Костадин Кисьов и Костадин Дочев), Sofia 1998, 102 pp.
- The Infiltration of Roman Money in Thrace – stages, chronology and territorial distribution – Thracia 13 /= Studia in memoriam Velizari Velkov/, София 2000, 375-386.
- An Inventory of Roman Republican Coin Hoards and coins from Bulgaria Milano 2002: Edizioni ENNERRE, (заедно с Евгени Паунов), 188 pp. [1]
- Modern Counterfeits and Replicas of Greek and Roman Coins from Bulgaria (заедно с Евгени Паунов и Костадин Кисьов), /=‘Coin Collections and Coin Hoards from Bulgaria’ no 1/, 76 pp, София 2003 [2]
- Contemporary Coin Engravers and Coins Masters from Bulgaria. The Lipanoff Studio, София 2004, 88 pp. [3]
- Cast Forgeries of Classical Coins from Bulgaria (заедно с Евгени Паунов), София 2004, 89 pp. [4]
- Counterfeit Studios and Their Coins София 2005, 88 pp. [5]
- Die Silberpraegung der Insel Thasos und die Tetradrachmen des „Thasischen Typs“ vom 2.–1. Jh. v. Chr, /Griechisches Muenzwerk/, Berlin: Akademie verlag, 2006, 464 pp. [6]
- Монетни съкровища и монети от II – I в. пр. Хр. в нумизматичната колекция на Плевенския музей, (заедно с Теодора Ковачева), София 2006.
- Coin Collections and Coin Hoards from Bulgaria, Part I: Numismatic collection of the Historical museum Lovech (anc. Melta) Coins and Coin Hoards V-I c. BC (заедно с Радослав Гущераклиев); Part II: Numismatic collection of the Historical museum Razgrad (anc. Abritus). Coin Hoards and Coins from II – I c. BC. Collection of the Historical museum Razgrad (заедно с Георги Дзанев), /CCCHBulg/, volume I, Sofia, 2007, 104 стр.
- The Numismatic Collection of the Regional Historical Museum at Kyustendil (ancient Ulpia Pautalia). Part I. Greek, Thracian Macedonian, Roman Republican and Roman Provincial Coins. (Coin Collections and Coin Hoards from Bulgaria /CCCHBulg/, Vol. II in series). Sofia, 2009, 132 стр. (заедно с Светослава Филипова и Евгени Паунов).
- Българското монетосечене 1880–2010. (заедно с В. Григорова-Генчева, Н. Жерев, Н. Цветанов и Р. Георгиев), София, 2010, 463 стр.
- The Numismatic Collection of the Regional Historical Museum at Smolyan (Central Rhodopes). Coins from the 5th century BC to 6th century AD. (Coin Collections and Coin Hoards from Bulgaria /CCCHBulg/, Vol. III in series), Sofia, 2011, 224 стр. (заедно със Светослава Филипова, Евгени Паунов, Алена Тенчова и Николай Бояджиев).
- The Silver Coinage of the Macedonian Regions, 2nd – 1st century BC. (Series Moneta – 131), Wetteren, 2012, 249 pp., 87 plates.

За него
- Сборник HPAKΛEOYΣ ΣΩTHPOΣ ΘAΣIΩN. Изследвания в чест на Иля Прокопов от приятелите и учениците му по случай неговата 60-годишнина / HPAKΛEOYΣ ΣΩTHPOΣ ΘAΣIΩN. Studia in honorem Iliae Prokopov sexagenario ab amicis et discipulis dedicata. (Евгени Паунов и Светослава Филипова /съставители/), Велико Търново: ФАБЕР, 2012, 912 стр. [7]